# Schloss Meßkirch

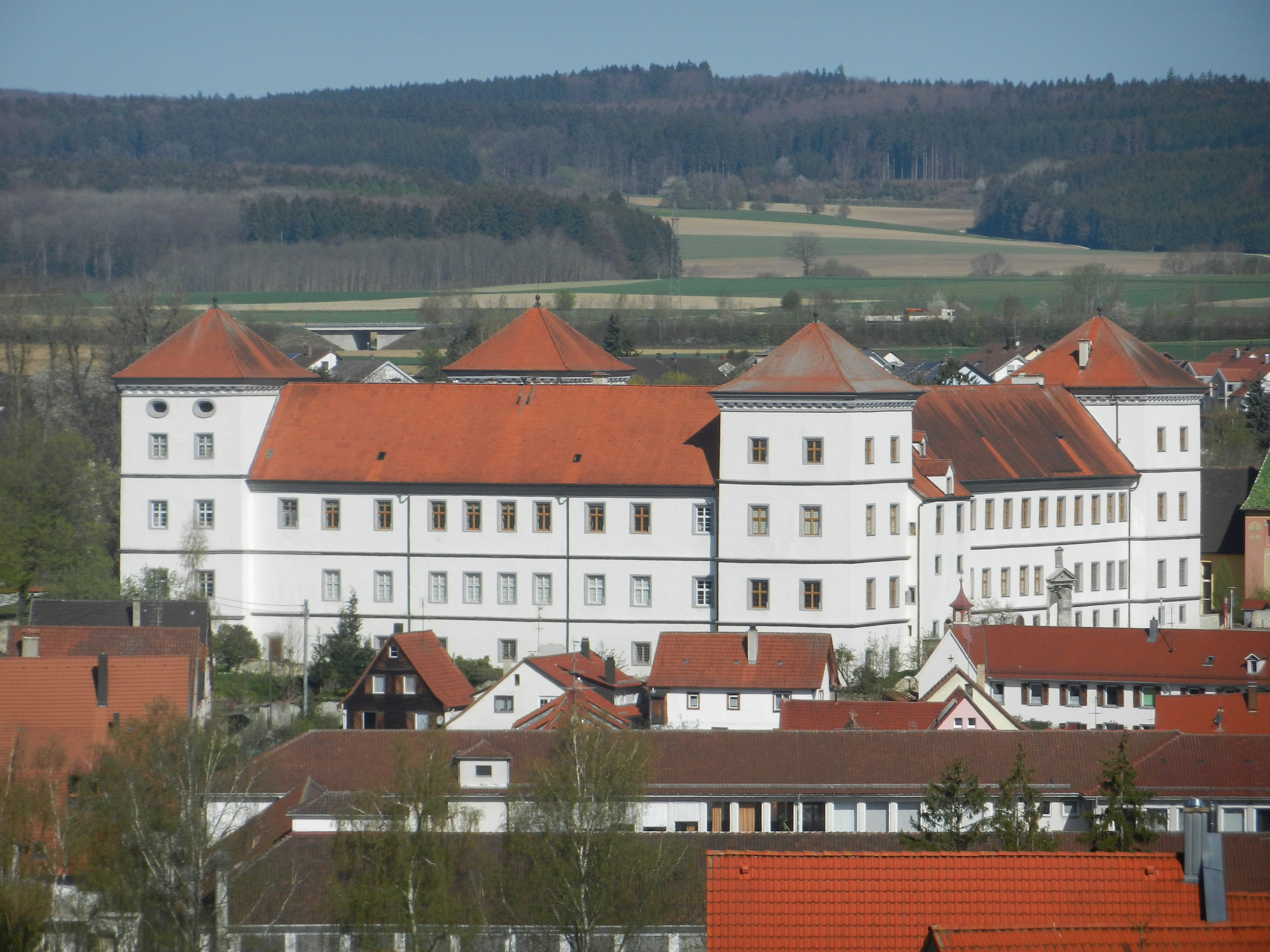
Das Schloss Meßkirch (Südansicht)

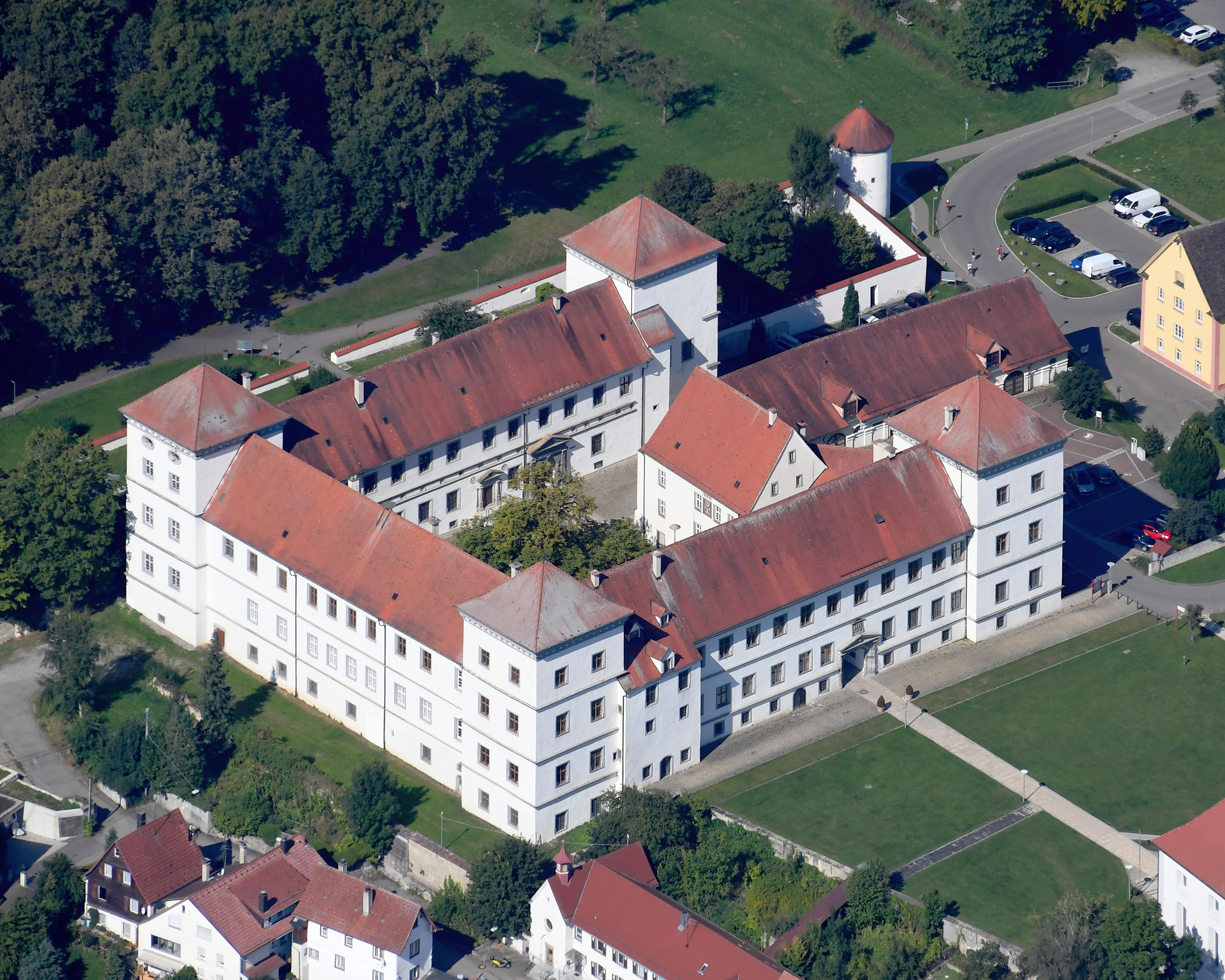
Luftbild des Schlosses Meßkirch

Das Schloss Meßkirch, auch Schloss der Grafen von Zimmern oder kurz Zimmernschloss genannt, befindet sich im Zentrum der Stadt Meßkirch im Landkreis Sigmaringen in Baden-Württemberg. Das heutige Schloss wurde ab dem 9. Mai 1557 unter Graf Froben Christoph von Zimmern, dem Chronisten der Zimmerischen Chronik, erbaut, er selbst wohnte zumeist auf der Burg Wildenstein. Das Schloss Meßkirch ist im Besitz der Stadt Meßkirch und Kultur- und Museumszentrum.

## Geschichte

### Die Grafen von Zimmern

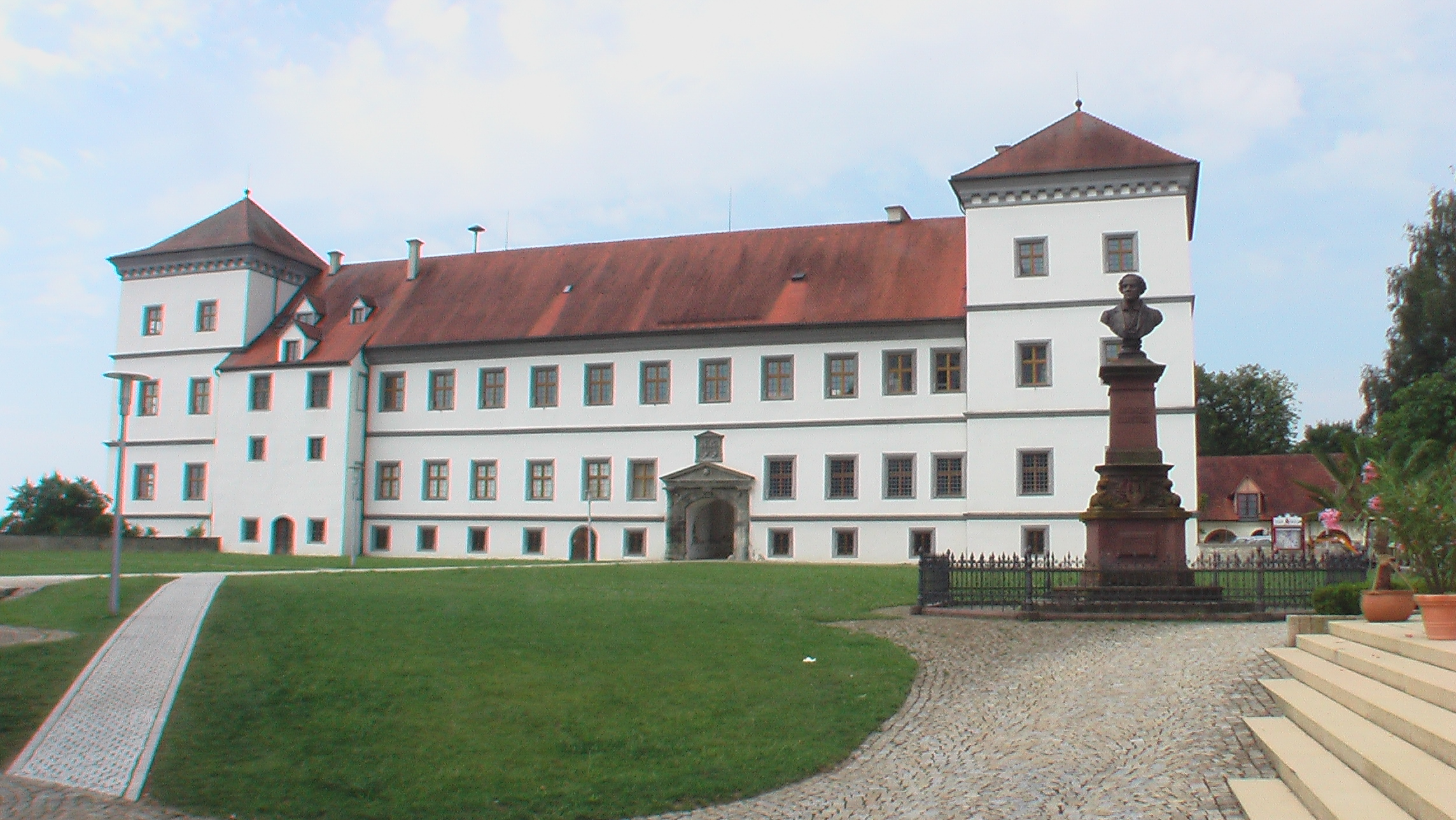
Ostansicht mit Conradin-Kreutzer-Denkmal

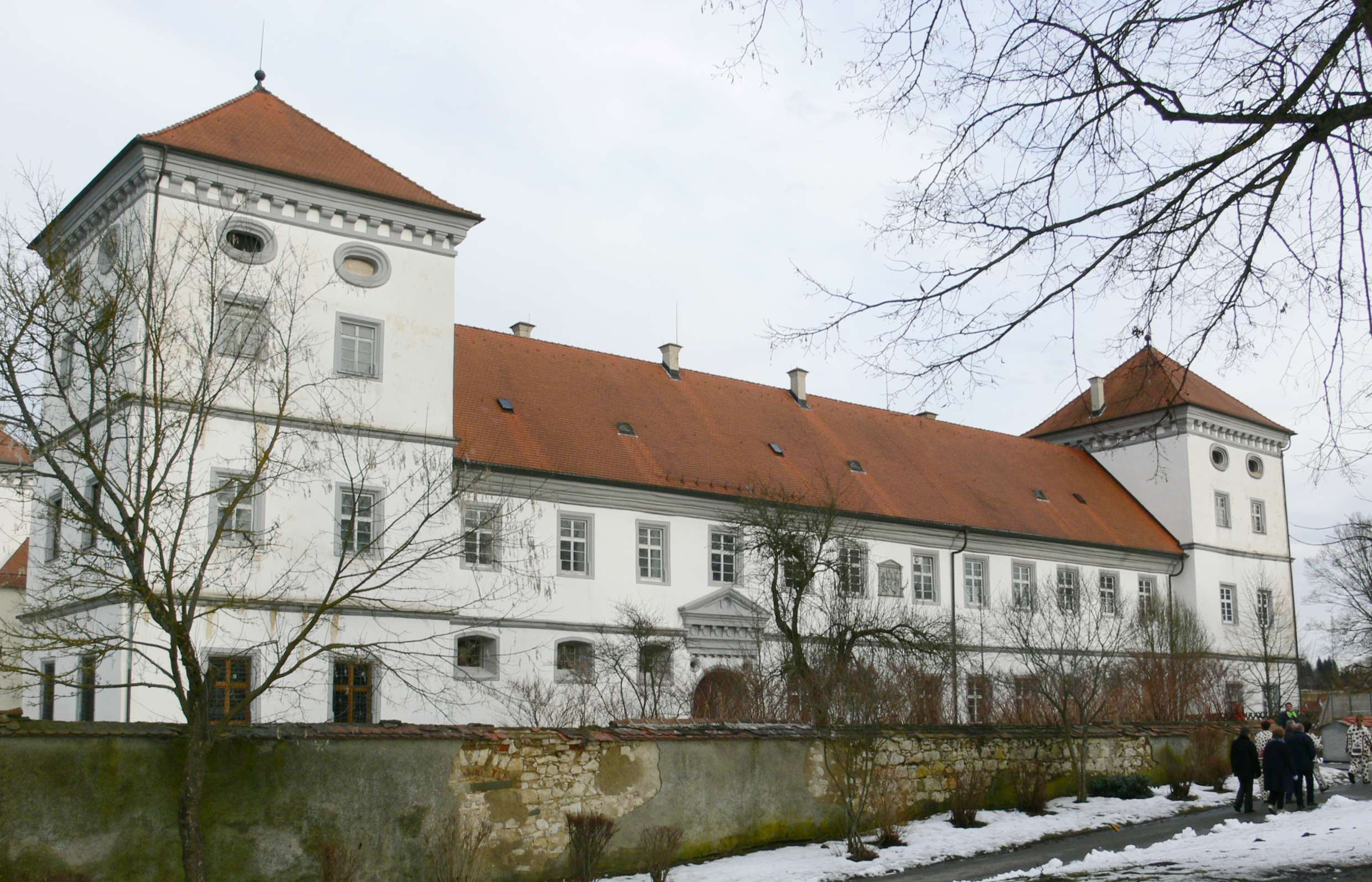
Westansicht aus dem Hofgarten

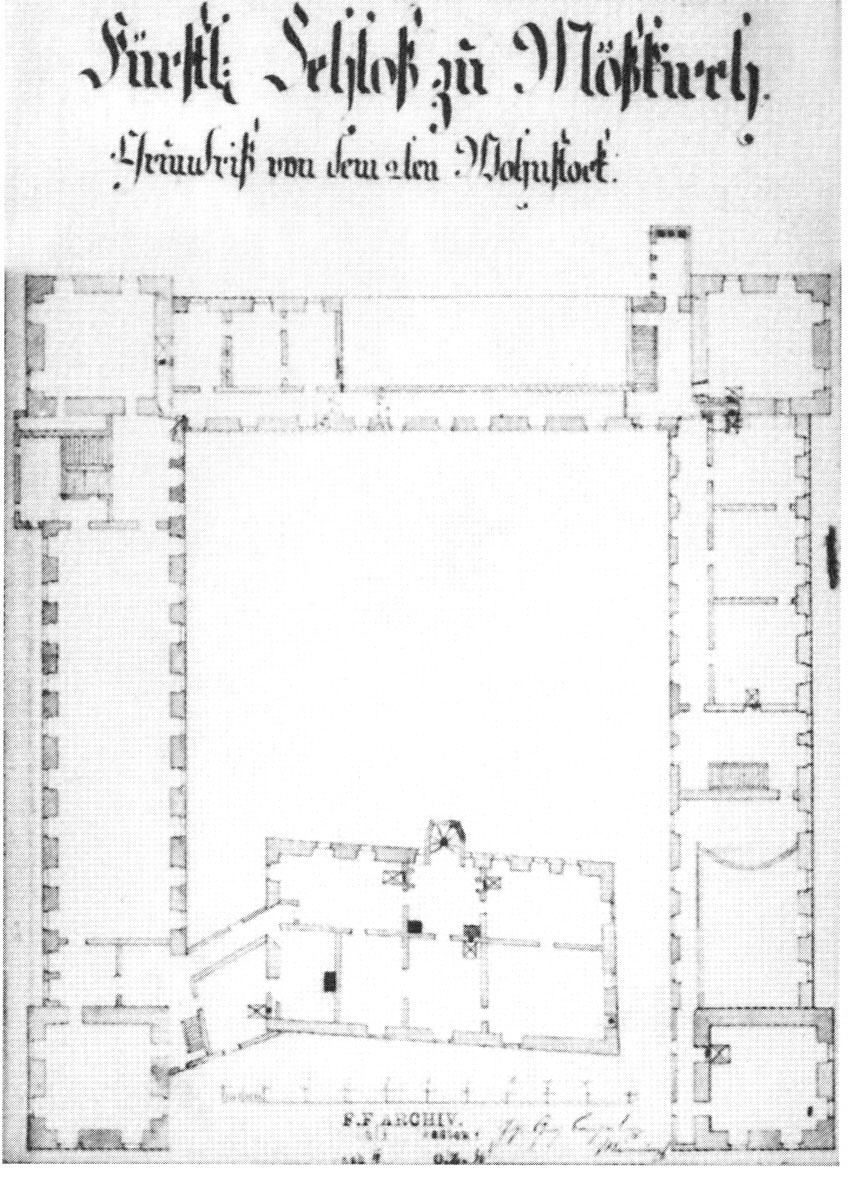
Grundriss des zweiten Stocks, um 1820

Das Schloss reicht in seinen Ursprüngen in die Jahre um 1400 zurück. Johannes von Zimmern († 1441) gilt als Erbauer des „alten Schlosses“. Er ließ Bruchsteine von der Burg Benzenberg nach Meßkirch bringen, da vor Ort nicht genügend Steine zur Verfügung standen. Froben Christoph von Zimmern berichtet in der Zimmerischen Chronik von den Umbauten, die sein Onkel Gottfried Werner nach 1520 am alten Schloss durchführen ließ. Dabei fällt die Kritik an diesen Maßnahmen drastisch aus. Die Mängel in der Bauausführung führten dazu, dass das Schloss in kurzer Zeit baufällig wurde. Dies gab Froben Christoph auch die Rechtfertigung, das alte Schloss zugunsten eines Schlossneubaus vollständig abzureißen.
Am 9. Mai 1557, drei Jahre nach seinem Herrschaftsantritt, legte der neue Schlossherr selbst den Grundstein zu dem Neubau. Hiervon zeugt ein Schlussstein mit der Jahreszahl 1557 im Stadtflügel des Schlosses. Es wird vermutet, dass Froben Christoph sich die Anregung für den Schlossbau bei seinen Studienaufenthalten zwischen 1534 und 1540 in Frankreich (Bourges, Angers und Tours) geholt haben könnte, doch das vermeintliche Vorbild für Schloss Meßkirch, das von Sebastiano Serlio 1545 vollendete Schloss Ancy-le-Franc, war zu jener Zeit noch gar nicht begonnen. Der Baumeister des Meßkircher Schlosses Jörg Schwarzenberger ist 1561 und nochmals 1566 in Meßkirch nachweisbar. Es handelt sich bei Schloss Meßkirch um die erste regelmäßige vierflügelige Schlossanlage nördlich der Alpen im Stil der Renaissance.
Diesen neuen Schlosstyp, Meßkircher Schlosstyp genannt, setzte Schwarzenberger später auch bei den Verwandten der Zimmern, den Zollern in Hechingen und den Fürstenbergern in Heiligenberg, sowie auch bei den Grafen von Waldburg mit den Schlössern Wolfegg und Zeil um.
Ähnliche, zeitgenössische Schlossneubauten, wie Göppingen (1555) und Hohenems (1567) waren nicht so stilecht wie das Meßkircher Schloss. Das für Freudenstadt 1599 geplante Schloss wurde niemals gebaut.
Im Jahr 1566 waren alle vier Ecktürme sowie drei der Flügel abgeschlossen, als vierter Flügel blieb ein Altbau, das sogenannte „Schlössle“. Das Schloss enthält mit dem 30 × 9,60 Meter großen Rittersaal den ältesten Festsaal der Renaissance in Deutschland (1561) mit noch originaler Holz-Kassettendecke, bestehend aus 85 einzelnen Elementen. Als Besonderheit gilt die technische Innovation der freitragende Decke, da dadurch der Raum ohne Säulen auskommt. Im Dezember 1985 wurde im Westflügel des Schlosses eine Renaissance-Kassettendecke wie im Ostflügel entdeckt. Ein zweiter Saal mit den Maßen 20 × 9,60 Meter wurde bereits unter Graf Wilhelm von Zimmern, der nach dem Tod Froben Christophs den Innenausbau fortsetzte, in zwei Zimmer aufgeteilt. Bei dessen Tod 1594 war der Innenausbau abgeschlossen.
Der Hinweis Froben Christophs auf die vielen Schnecken (Wendeltreppen aus Stein) und heute noch vorhandene Außentüren spiegelt das geänderte Sicherheitsbedürfnis damaliger Schlossherren und Angst des Auftraggebers vor einer Feuerkatastrophe wider. Er hat nicht nur für viele Fluchtwege gesorgt, sondern auch für Treppen aus Stein, die einem Feuer hätten standhalten können. Vielfältige Fluchtmöglichkeiten bei Feuergefahr waren ihm wichtiger als der Schutz vor äußeren Feinden. Das heutige barocke Treppenhaus aus Holz stammt aus der Zeit von Froben Ferdinand zu Fürstenberg. Im Schlosskeller findet sich noch ein rundes Steingelass. Das Schloss verfügt zudem über ein Kellergewölbe und ein Verlies.

### Die Grafen von Helfenstein
1594, nach dem Aussterben der Grafen von Zimmern, diente das Schloss den Grafen von Helfenstein-Gundelfingen zunächst als Wohnsitz. Dies ließen über dem Hauptportal ein redendes Wappen einsetzen.

### Fürsten zu Fürstenberg

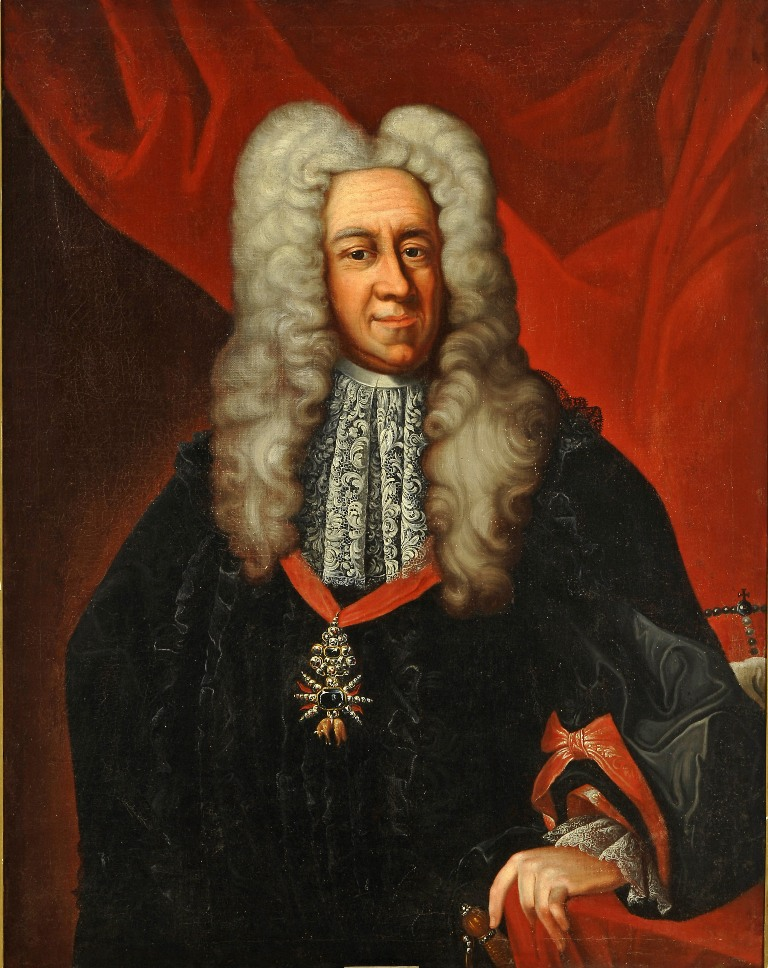
Froben Ferdinand zu Fürstenberg und Meßkirch, Gemälde im Schloss Heiligenberg

Ab 1627 fiel es durch Erbfall an das Haus Fürstenberg und war ab 1716 Residenz der eigenständigen Linie Fürstenberg-Meßkirch.
Das Stall- und Kutschengebäude (Remise) wurde 1737 von Deutschordenbaumeister Johann Caspar Bagnato erbaut.
Was sowohl die Bau- als auch die Stadtgeschichte stark geprägt hat, war das Aussterben der männlichen Linie derer von Zimmern als auch des Geschlechts der Meßkircher Linie der Fürstenberger in Meßkirch im Jahr 1744. Das bedeutete, dass die Meßkircher Oberschicht nach und nach in Richtung Donaueschingen abwanderte und die Meßkircher, die im und für das Schloss tätig waren, ihre Arbeit verloren. Das Schloss war fortan nicht mehr Residenz und diente bei Bedarf Angehörigen der Familie als Wohnsitz, von 1726 bis 1808 war es Witwensitz. Die Bestände der ehemaligen Schlossbibliothek wurden 1768 in die Fürstlich Fürstenbergische Hofbibliothek in Donaueschingen überführt.  Im Fürstlich Fürstenbergischen Archiv ist noch das Bibliotheksmobiliar von 1738 erhalten.
Architektonisch wurde der Schlossbau auch von römischen Bauwerken der Antike beeinflusst. Dies zeigt sich an Dachformen, Säulen und Gesimsen; So zum Beispiel der Dreiecksgiebel über dem Torbogen, die stilisierten Halbsäulen oder der Gebäudeschmuck entlang der Fassade.

## Heraldik am Schloss

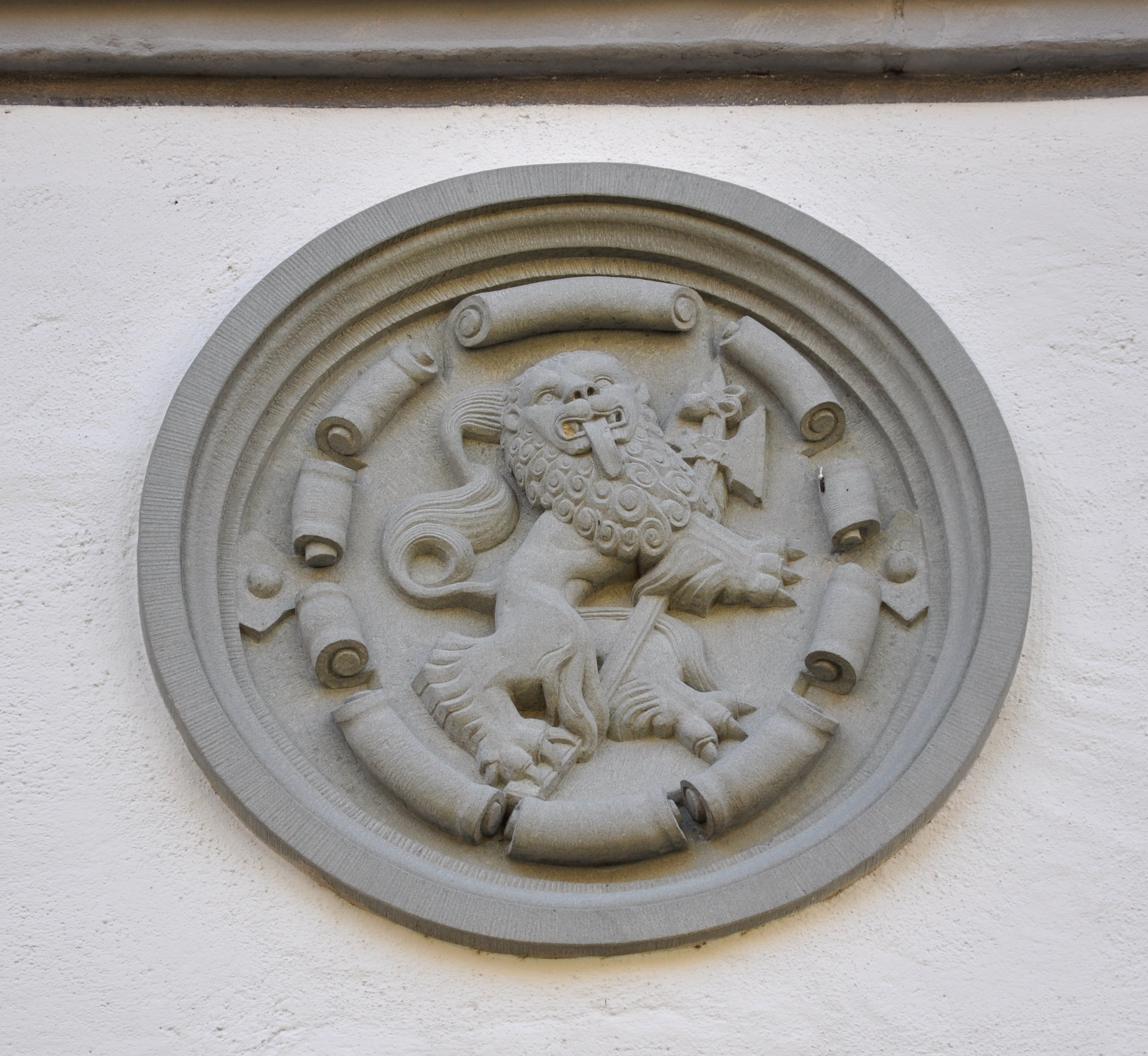
Wappen-Medaillon für Gottfried Werner Graf von Zimmern

- Auf der Hofseite des Südostflügels sind zwei Wappen-Medaillons für Gottfried Werner Graf von Zimmern (1484–1554) und Apollonia von Henneberg-Römhild (1500–1548) angebracht. Das Medaillonpaar ist restauriert.
- Auf der Hofseite des Südwestflügels sind zwei Wappenmedaillons für Johannes Werner d. J. Graf von Zimmern (1480–1548) und Katharina von Erbach-Erbach († 1549) angebracht, letzteres in der seltenen Kombination mit dem Bickenbacher Wappen.
- Zweimal eine inhaltlich identische Wappen-Aedikula, eine über dem stadtseitigen Hauptportal am Nordostflügel und eine außen am hofgartenseitigen Südwestflügel an der Wand zwischen den Fenstern des Obergeschosses seitlich der Tordurchfahrt, beide datiert auf 1611, für Frobenius Christoph Graf von Helfenstein Freiherr zu Gundelfingen (1573–1622) und Maria Gräfin von Helfenstein († 1634) aus der Wiesensteiger Linie.[15][16][17]

## Restaurierung und Erwerb durch die Stadt Meßkirch
Seit den letzten Ergänzungsbauten ab etwa 1700 kam es zu keinen wesentlichen Veränderungen der Grundstruktur mehr. Dem Schloss fehlte es an der nötigen Bauunterhaltung, und so stellten sich im Verlauf der Zeit gravierende Bauschäden ein. Die Stadt Meßkirch, die 1961 zum symbolischen Kaufpreis von einer Deutschen Mark vom Fürstenhaus Fürstenberg das Schloss samt Hofgarten übernahm, sah sich lange Zeit außerstande, daran etwas zu ändern.
Als gegen Ende der 1970er-Jahre ein denkmalpflegerisches Schwerpunktprogramm der baden-württembergischen Landesregierung anlief, war das Schloss in Meßkirch eines der dringlichsten Objekte. 1984 wurde es als Baudenkmal von besonderer nationaler kultureller Bedeutung anerkannt, 1985 begannen die Arbeiten mit der Instandsetzung der Dächer und Portale.
Im Januar 1986 wurden in drei Flügeln flächendeckende Kassettendecken aus der Renaissancezeit entdeckt und in der ehemaligen Schlosskapelle drei Tonnengewölbe mit Fresken von Joseph Franz Wegscheider freigelegt. Sie weist prachtvolle Stuckdecken auf.
Von 1991 bis 1995 wurden das „Schlössle“ und die Remise saniert. Mit Hilfen aus dem Denkmalnutzungsprogramm und Mitteln der Europäischen Union wurde 1993 parallel die Instandsetzung der Außenfassade durchgeführt. 1998 bis 2001 erfolgte die Innensanierung des Stadtflügels, die Sanierung des Innenhofes und der Kellerräume. Im Jahr 2005 begann schließlich die Sanierung des Talflügels. Der Westflügel muss noch renoviert werden. Da er jedoch unter Denkmalschutz steht, erfordert dies beträchtliche finanzielle Anstrengungen, die in den nächsten Jahren noch nicht bewältigt werden können.
Der kleine Schlosssaal verfügt über Renaissancearkaden. Im ehemaligen Apartment des Prinzen finden sich die originalen Stuckdecken. Der Dachstuhl stammt aus dem 16. Jahrhundert. Der Komplex beheimatet des Weiteren Amtszimmer aus dem 19. Jahrhundert.

## Nutzung
Verwaltungsmittelpunkt schon zu fürstenbergischen Zeiten war das von den Freiherren von Zimmern erbaute Meßkircher Schloss, die frühere Residenz der Fürsten von Fürstenberg. Dort hatte sich bis zum Übergang an Baden auch das fürstenbergische Oberamt etabliert. Nach 1806 war dort das badische Bezirksamt untergebracht, bis es 1936 im Zuge einer von den Nationalsozialisten verfügten Verwaltungsreform aufgelöst und der Amtsbezirk Meßkirch dem Landkreis Stockach angegliedert wurde. Als letzte fürstenbergische Behörde befand sich noch das Fürstlich Fürstenbergische Forstamt im Schloss, bis zur Kreisreform 1973 war auch das Amtsgericht dort untergebracht. Das Notariat hat noch heute sein Domizil im Schloss. Auch die Allgemeine Ortskrankenkasse (AOK) des Kreises Stockach und verschiedene Schulen hatten dort über Jahre hinweg eine Bleibe gefunden, so die Landfrauenschule der Ursulinen, später die Frauenfachschule und die Aufbaurealschule, Internatsschule der Benediktinerinnen der Heiligen Lioba (Zweigschule der Heimschule Kloster Wald, bis zur Verlegung 1977 nach Wald). Aber auch Realschul- und Hauptschulklassen nützten zeitweilig die Räume im Schloss, bis der Gebäudekomplex renoviert wurde. 1983 betrieb das Musikpädagogen-Ehepaar Ludwig und Wilma Fischer-Schwaner im Schloss eine private Musikschule. Im Dezember 1989 waren 150 DDR-Flüchtlinge im Schloss untergebracht. Sie beklagten im Januar 1990 die unhaltbaren Zustände im Schloss; so gab es nur zwei Toiletten und zwei Duschen.
Seit der Renovierung wird der Gebäudekomplex hauptsächlich vom Martin-Heidegger-Archiv genutzt. Sein Festsaal steht für kulturelle Veranstaltungen, Tagungen und Repräsentationsanlässe der Stadt zur Verfügung.

## Museen

### Kreisgalerie

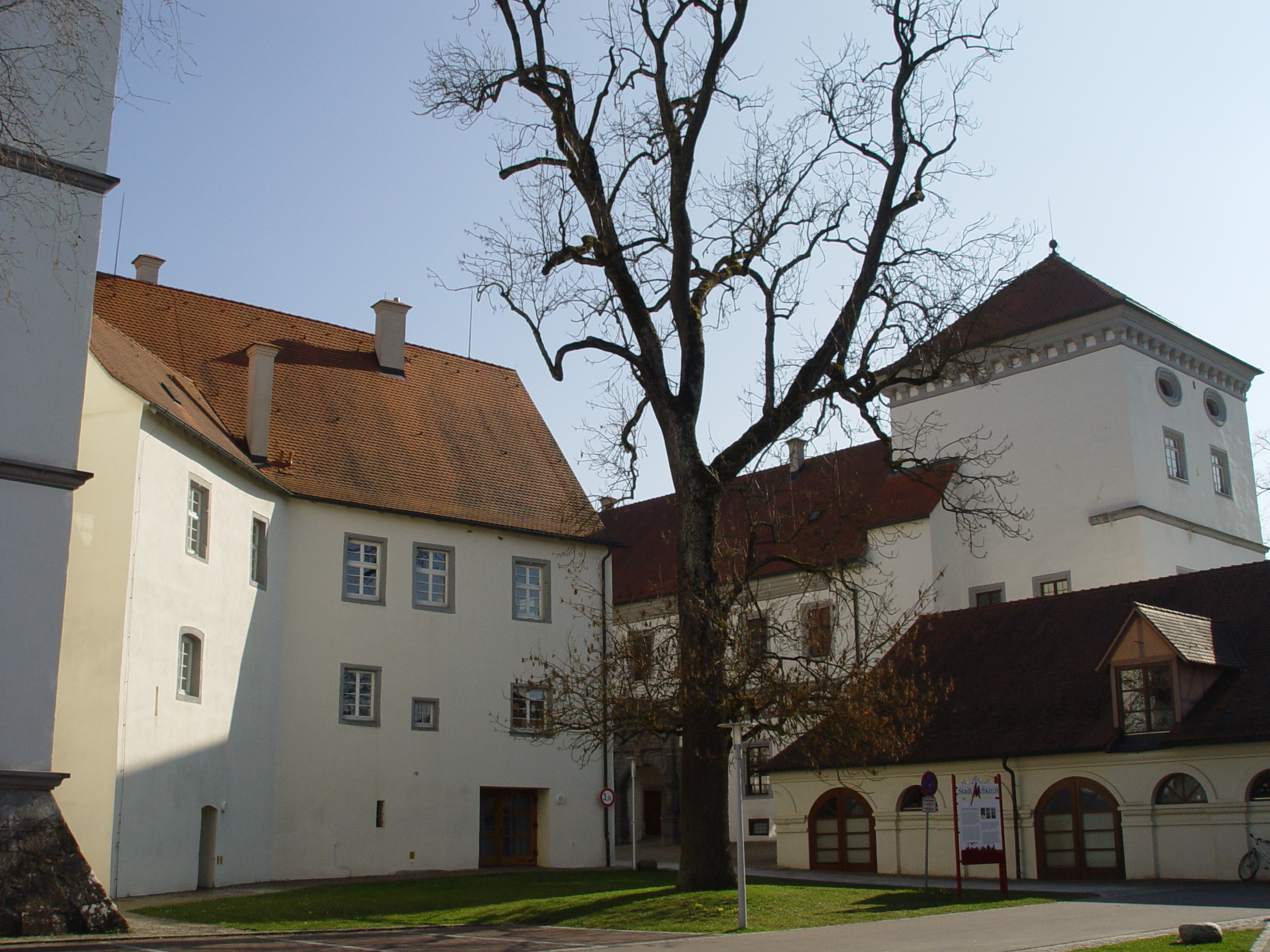
„Schlössle“ (links), Nordwestturm und Remise mit dem Oldtimermuseum

Das Schloss beherbergt seit 2006 im Südflügel der Schlossanlage, dem so genannten Talflügel, auf zwei Etagen und einer Gesamtfläche von rund 450 Quadratmeter die Kreisgalerie Schloss Meßkirch, eine kreiseigene Kunstsammlung des Landkreises Sigmaringen. Der Südflügel ist im Gegensatz zum offenen Festsaal aus statischen Gründen in kleine Raumeinheiten eingeteilt. Die Kunstobjekte sind im Besitz des Landkreises oder wurden von den Oberschwäbischen Elektrizitätswerken erworben. 2009 konnte die Besucherzahl von 3500 auf 4000 gesteigert werden.

### Oldtimermuseum
Das Oldtimermuseum Meßkirch in der Remise des Schlosses zeigt eine Sammlung alter Automobile und Motorräder.

### Martin-Heidegger-Museum
Im Erdgeschoss des Ostflügels wurde 2002 mit dem Martin-Heidegger-Museum eine ständige Ausstellung zu Leben und Werk des Philosophen eröffnet. Neben einer Lebenschronik und Stationen der philosophischen Entwicklung Heideggers werden auch die Themen „Heidegger als Sohn Meßkirchs“ und „Heidegger und die Kunst“ gezeigt. Im Martin-Heidegger-Archiv befindet sich dessen Arbeitsbibliothek.

## Hofgarten

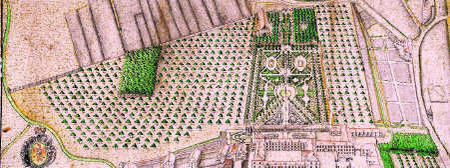
Nie ausgeführter Plan zum Hofgarten in Meßkirch (1735)

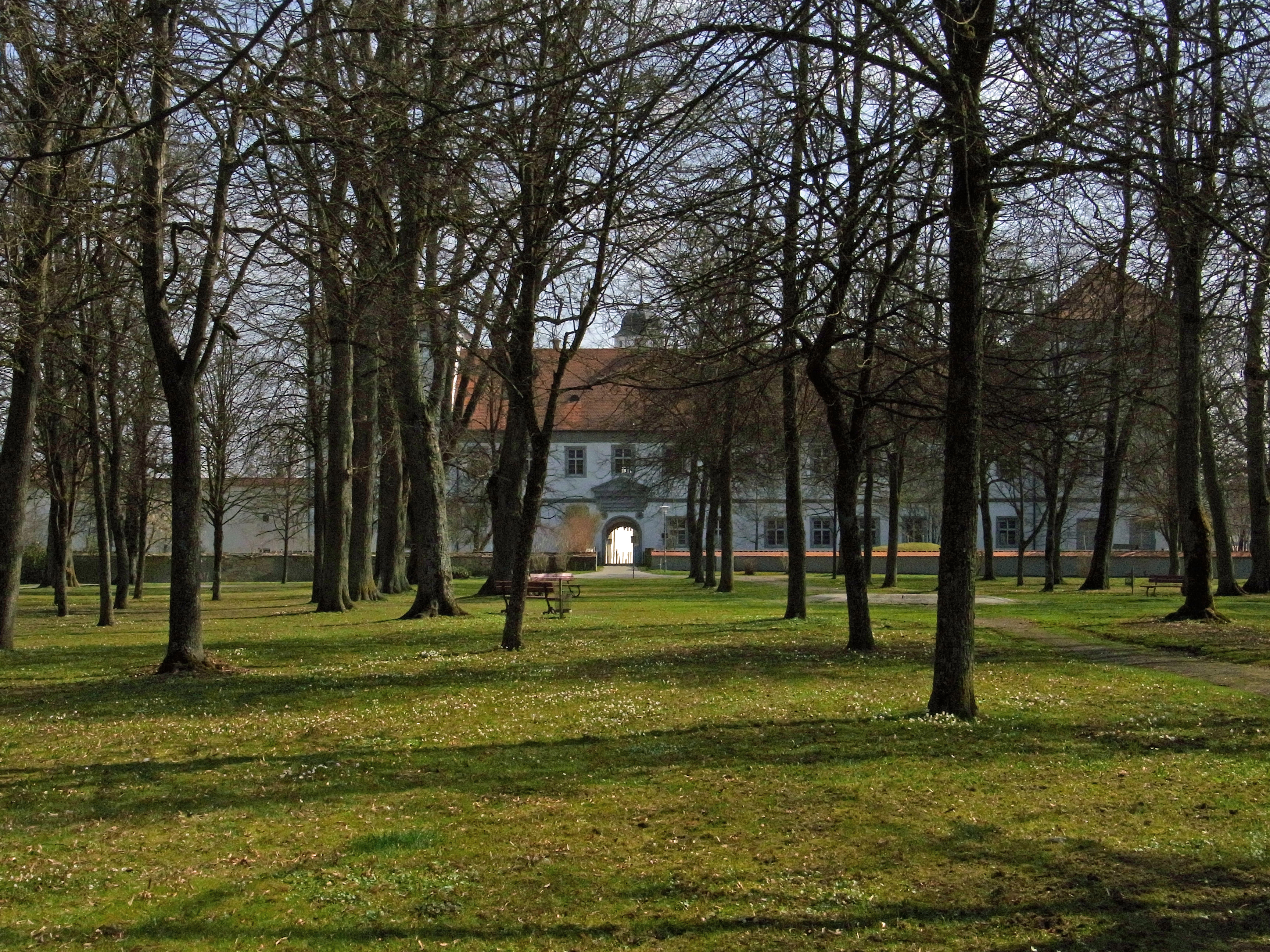
Baumbestand im Hofgarten (2010)

Der 1735 als architektonischer Landschaftsgarten mit schnurgeraden Alleen, Wasserbassins und von der Gartenschere in Form gebrachte Pflanzen geplante Hofgarten kam nie zur Ausführung. Sein Bauherr Froben Ferdinand zu Fürstenberg starb während der Planungen. Bereits Froben Christoph von Zimmern plante, den Garten als Obstgarten anzulegen.
Die kleine Lösung des heutigen Hofgartens wurde im Jahr 1736 als Schlosspark nach Plänen von Johann Caspar Bagnato im französischen Stil angelegt und mit über 300 Linden bepflanzt, von diesen stehen heute noch 44. Im Dezember 1985 mussten 25 Bäume gefällt werden. Von den insgesamt 300 Bäumen im Hofgarten haben 57 ein Alter von 200 Jahren und älter.
Die Besonderheit des Altbaumbestandes liegt zum einen in der hohen Anzahl der sehr alten Linden, was regional einzigartig ist, und zum anderen im guten Gesundheitszustand der Bäume. Generell sind alle Bäume im Inneren hohl. Meistens besitzen sie jedoch genug Restwandstärke, welche die lebenserhaltende Versorgung sicherstellt. Allgemein lässt sich auf dem ganzen Gelände ein großer Pflegerückstand sowie ein hohes Vorkommen an Totholz feststellen. Bei rund 50 Prozent der Bäume ist eine Wuchserziehung mit Pflegeschnitten, Kronensicherung und Einkürzungen überfällig, um die Vitalität der Bäume langfristig zu erhalten. In der Vergangenheit sind immer wieder Stammschäden durch das Rasenmähen im Hofgarten entstanden. 2011 wurde durch die Stadt mit der Kronensicherung begonnen.
Der Springbrunnen mit einer Fontäne in einer gepflasterten Wanne im Hofgarten wurde einst von der Firma Dual gestiftet. Die Parkanlage mit barocker Struktur war einst Privatgarten mit Wege- und Sichtachsen, sowie Parterreflächen. Der Hofgarten veränderte sich im Laufe der Jahrzehnte mit den Anforderungen der Öffentlichkeit.
Im April 2010 liefen im Hofgarten Erhebungen für ein Parkpflegewerk, mit dem Sinn der Eintragung in das Denkmalbuch. Bislang besteht für Hofgarten und Schloss gemeinsam Ensembleschutz. Zwischenzeitlich wurde er zum Naturdenkmal ernannt. Die Eintragung in das Denkmalbuch und die Erstellung eines Pflegewerkes sind Grundvoraussetzungen für die Anerkennung des Hofgartens als „Kulturdenkmal von besonderer Bedeutung“.
Der Arten- und Individuenreichtum im Hofgarten ist bedeutend: Im Hofgarten kommen 44 Vogelarten vor, darunter 31 Brutvogelarten und drei durch die Rote Liste gefährdeter Arten streng geschützte (Merlin, Grünspecht und Turmfalke) sowie 16, die auf der Vorwarnliste stehen (wie zum Beispiel Fitis, Feldsperling und Fichtenkreuzschnabel). Regionale Besonderheiten seien der Fichtenkreuzschnabel, eine Starenkolonie und eine Kolonie von Wacholderdrosseln. Bei den Käfern kommen im Park und der Streuobstwiese insgesamt 40 Holzkäferarten vor. Besondere Bedeutung besitzt der, zu den vom Aussterben bedrohten Arten zählende Große Lindenprachtkäfer. Er besitzt hier ein zwischen Schwäbischer Alb und Alpen einzigartiges Refugium und besiedelt 27 Linden, vor allem im Randbereich des Hofgartens. Für Fledermäuse ist der Hofgarten eine sehr wertvolle Fläche. Park, Streuobstwiese und angrenzendes Offenland sind ein ideales Jagdhabitat.

## Veranstaltungen

### Meßkircher Schlossfest
Rund um das Schloss, im Innenhof und im Hofgarten, findet alljährlich das Meßkircher Schlossfest statt. Das Fest wird gemeinsam von der Stadt Meßkirch, Anita & Alexandra Hofmann, den Meßkircher Vereinen und Gastronomen organisiert und durchgeführt.

### Meßkircher Schlossweihnacht
Seit 2006 findet immer am ersten Adventswochenende die Meßkircher Schlossweihnacht statt, ein Weihnachtsmarkt im Schlosshof. Veranstalter ist die Handels- und Gewerbevereinigung (HGV) aus Meßkirch, die zusammen mit örtlichen Vereine und Gewerbetreibende die Bewirtung der Stände organisiert.

### Oldtimertreffen
Im zweijährlichen Turnus findet seit 2007 im Hofgarten, Schlosshof und Schloss das größte Oldtimertreffen Oberschwabens statt.